# 葡北佳景
葡北佳景，是日本現役純種競賽馬匹。目前主要勝場有2025年根岸錦標及二月錦標。

## 出賽前
2020年4月3日出生於北海道安平町北部牧場，所有權歸於牧場負責人吉田勝己旗下。
其後交由美浦訓練中心練馬師木村哲也訓練。

## 競賽生涯

### 2歲
2022年12月25日出戰中山競馬場2歲新馬戰，比賽初段維持在第六的位置，然而在比賽途中途中一直墮退，最終以第十一慘敗。

### 3歲
2023年年初決定轉戰泥地，出戰3歲未勝利戰。比賽開始後，其順應步出搶前領放，一直維持在最先頭位置下在直路上亦未有減弱，最終以5馬位取得首勝。
其後出戰3歲以上一捷馬戰，繼續領放下展現不俗的韌力，於直路上一直保持速度下力距衝出的熾火，以3/4馬位優勢取勝。
休養過後於9月復出兩津灣特別，雖然在比賽初段維持穩定的走勢於前方位置領放，但在直路上稍微力弱未能阻止Taisei Episode的攻勢，最終敗於對手取得亞軍。
11月繼續在兩捷馬戰打拼並出戰喝采錦標，比賽初段由於Miyabi Cry以更快的速度搶出，葡北佳景維持於第二的位置伺機而動。進入直路後，其待對手失速下隨即衝出，走勢越來強下開始拋離後方賽駒，最終以1 1/2馬位優勢戰勝大信雙魚。

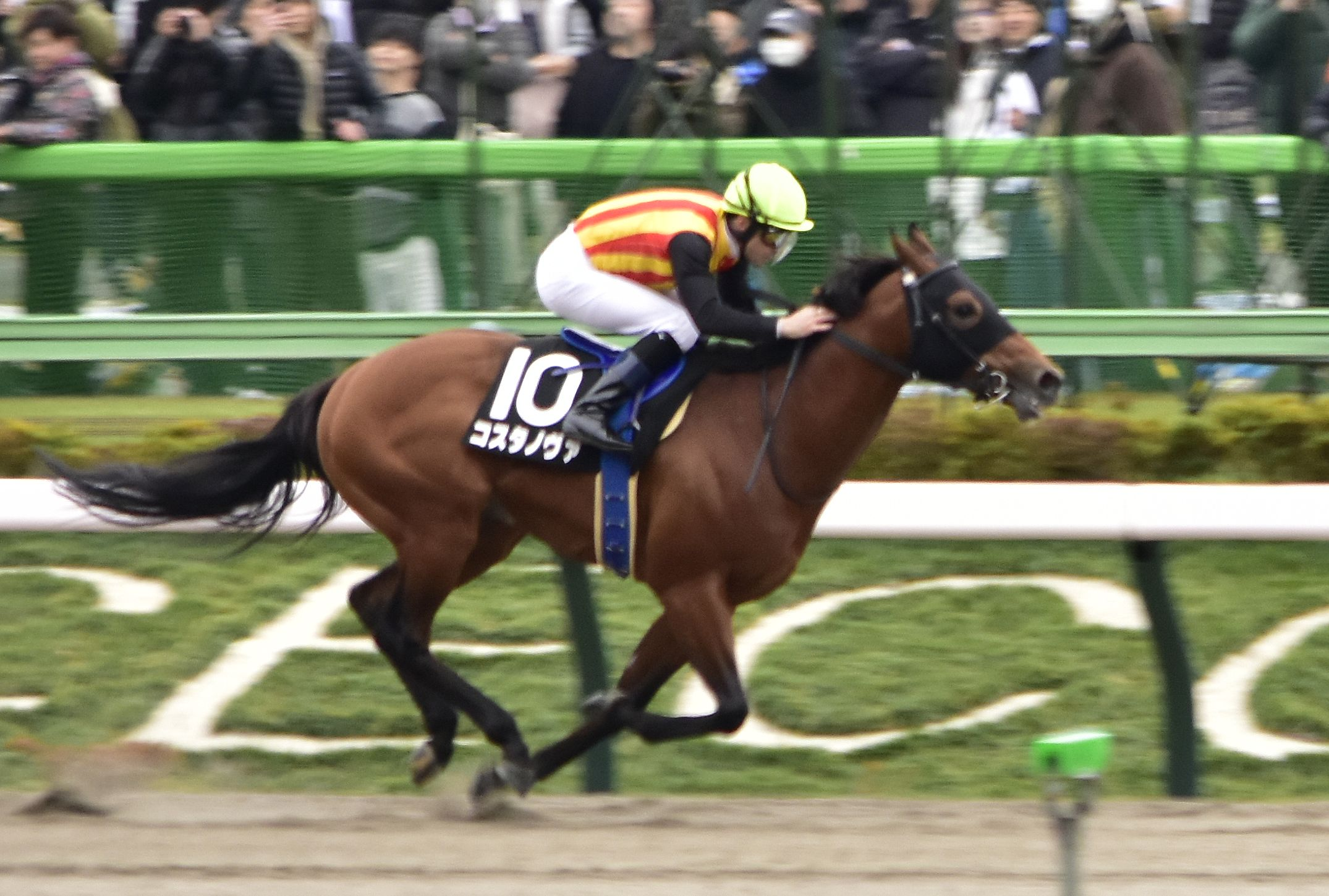
出戰喝采錦標的葡北佳景

### 4歲
2024年2月以三捷馬戰白嶺錦標作為目標，本次比賽未有搶前領放，而是維持在第六的位置等待時機。進入直路後，其稍微抽出尋找位置，最終成功爆發速度下超越前方賽駒，最終拉開後方2 1/2馬位優勢取得勝利。
5月出戰公開賽櫸錦標，繼續採用先行戰術在第四、五左右的位置，在最後彎道率先加速下逐漸取得優勢，最終超越所有對手取得連勝。
放草後於8月出戰星團盃，為其首次挑戰分級賽及1200米賽事。比賽開始後，其保持於約莫第八的位置逐步推進，在最後彎道處於中檔位置。進入直路後，其雖然上前加速殺上前方，然而未能完全進入狀態下僅跑獲第六。
11月原定繼續出戰武藏野錦標，但左眼下方腫脹下避戰治療。

### 5歲
2025年2月2日出戰根岸錦標，比賽初段以不俗的速度衝出，其後留守中團內欄有利位置等待時機。進入直路後，其稍微抽出中外檔望空，順利加速衝刺加上內欄對手被空馬狀態的Tagano Beauty稍微阻擋下，其成功以優秀的姿態一舉取得領先，最終以4馬位的優勢大勝並取得首個分級賽冠軍。
2月23日按照計劃出戰二月錦標，比賽初段其逐步由中團中檔位置閃入先頭內欄位置，維持在約莫第四、五推進，並在通過第三彎道處時開始向外取位以求望空。進入直路後，其經已在外檔處於完全望空的姿態，稍為加速下隨即向前衝出，在最後350米處取得領先後一直堅守優勢，最終成功擊敗對手取得首個一級賽冠軍，同時鞍上騎師金美琪亦成為首位勝出日本平地一級賽的女騎師。
其後進軍地方賽事以柏市紀念作為目標，比賽初段因漏閘落於後方，但調整過後隨即向內靠攏並進佔第五附近的位置推進。進入直路後，其從遮擋位置抽出中外檔位置望空，於中段開始加速迫近前方的賽駒，但最終仍然未能追上Shamal及William Barows，最終以第三落敗。
6月繼續以地方賽事埼玉盃作為目標，然而本次比賽再度大幅漏閘，未能快速上前下僅能保持在隊伍最後方位置，最終亦無法扭轉局勢，以尾二第十一完賽。

### 詳細賽績
| 日期       | 舉辦國家 | 馬場 | 距離   | 級別   | 賽事名稱      | 負重 | 騎師     | 馬號 | 出馬 | 名次 | 時間   | 頭馬（二馬）    |
| ---------- | -------- | ---- | ------ | ------ | ------------- | ---- | -------- | ---- | ---- | ---- | ------ | --------------- |
| 25/12/2022 | 日本     | 中山 | 草1600 |        | 2歲新馬       | 55   | 馬昆     | 4    | 16   | 11   | 1:38.2 | 傲氣十足        |
| 11/3/2023  | 日本     | 中山 | 泥1800 |        | 3歲未勝利     | 56   | 杉原誠人 | 6    | 16   | 1    | 1:53.7 | （Gran Sabana） |
| 4/6/2023   | 日本     | 東京 | 泥1600 |        | 3歲以上一捷馬 | 55   | 李慕華   | 12   | 16   | 1    | 1:35.1 | （熾火）        |
| 3/9/2023   | 日本     | 新潟 | 泥1800 |        | 兩津還特別    | 55   | 李慕華   | 6    | 15   | 2    | 1:52.5 | Taisei Episode  |
| 26/11/2023 | 日本     | 東京 | 泥1600 |        | 喝采賞        | 57   | 李慕華   | 10   | 16   | 1    | 1:36.3 | （大信雙魚）    |
| 4/2/2024   | 日本     | 東京 | 泥1600 |        | 白嶺價標      | 58   | 李慕華   | 5    | 16   | 1    | 1:36.5 | （盡歡）        |
| 25/5/2024  | 日本     | 東京 | 泥1400 | OP     | 櫸錦標        | 57   | 李慕華   | 7    | 16   | 1    | 1:21.9 | （開天君）      |
| 14/8/2024  | 日本     | 盛岡 | 泥1200 | JpnIII | 星團盃        | 54   | 李慕華   | 12   | 13   | 6    | 1:10.9 | 快勁主帥        |
| 2/2/2025   | 日本     | 東京 | 泥1400 | GIII   | 根岸錦標      | 57   | 横山武史 | 9    | 16   | 1    | 1:22.6 | （湧泉王）      |
| 23/2/2025  | 日本     | 東京 | 泥1600 | GI     | 二月錦標      | 58   | 金美琪   | 9    | 16   | 1    | 1:35.5 | （旭日和國）    |
| 5/5/2025   | 日本     | 船橋 | 泥1600 | JpnI   | 柏市紀念      | 58   | 連達文   | 7    | 10   | 3    | 1:39.3 | Shamal          |
| 26/6/2025  | 日本     | 浦和 | 泥1400 | JpnI   | 埼玉盃        | 57   | 李慕華   | 3    | 12   | 11   | 1:25.8 | Shamal          |

## 血統簡介
父系龍王爲日本賽駒，生涯稱霸短途賽事，包括做出連霸短途馬錦標及香港短途錦標等壯舉，被稱爲日本近代最強短途馬。祖父夏威夷王亦爲日本賽駒，生涯戰績極爲優秀，僅得一戰未能獲勝，曾勝出一級賽NHK一哩賽及東京優駿（日本打吡），爲日本史上首匹贏得變則二冠的賽駒。
母系Colorful Blossom為日本賽駒，僅勝出條件戰級別的賽事。外祖父真心呼喚亦爲日本賽駒，生涯戰績優秀，曾勝出有馬紀念及杜拜司馬經典賽。

### 血統表
| 父線：金滿寶系（淘金者系）             |                                 |              |                 |
| 種馬 龍王 2008年（棗色）               | 夏威夷王 2001年（棗色）         | 金滿寶       | 淘金者          |
| 種馬 龍王 2008年（棗色）               | 夏威夷王 2001年（棗色）         | 金滿寶       | Miesque         |
| 種馬 龍王 2008年（棗色）               | 夏威夷王 2001年（棗色）         | Manfath      | 最後大官        |
| 種馬 龍王 2008年（棗色）               | 夏威夷王 2001年（棗色）         | Manfath      | Pilot Bird      |
| 種馬 龍王 2008年（棗色）               | Lady Blossom 1996年（棗色）     | 雷貓         | 雷鳥            |
| 種馬 龍王 2008年（棗色）               | Lady Blossom 1996年（棗色）     | 雷貓         | Terlingua       |
| 種馬 龍王 2008年（棗色）               | Lady Blossom 1996年（棗色）     | Saratoga Dew | Cormorant       |
| 種馬 龍王 2008年（棗色）               | Lady Blossom 1996年（棗色）     | Saratoga Dew | Super Luna      |
| 繁殖雌馬 Colorful Blossom 2010年（棗） | 真心呼喚 2001年（棗色）         | 週日寧靜     | Halo            |
| 繁殖雌馬 Colorful Blossom 2010年（棗） | 真心呼喚 2001年（棗色）         | 週日寧靜     | Wishing Well    |
| 繁殖雌馬 Colorful Blossom 2010年（棗） | 真心呼喚 2001年（棗色）         | Irish Dance  | 東來兵          |
| 繁殖雌馬 Colorful Blossom 2010年（棗） | 真心呼喚 2001年（棗色）         | Irish Dance  | Buper Dance     |
| 繁殖雌馬 Colorful Blossom 2010年（棗） | Tropical Blossom 1998年（棗色） | 雷電峽谷     | 雷谷            |
| 繁殖雌馬 Colorful Blossom 2010年（棗） | Tropical Blossom 1998年（棗色） | 雷電峽谷     | Line of Thunder |
| 繁殖雌馬 Colorful Blossom 2010年（棗） | Tropical Blossom 1998年（棗色） | Barbara Sue  | Big Spruce      |
| 繁殖雌馬 Colorful Blossom 2010年（棗） | Tropical Blossom 1998年（棗色） | Barbara Sue  | Maytide         |
| 雌系：號族：19                         |                                 |              |                 |
| 五代內近親交配：淘金者 4×5、雷鳥 4×5   |                                 |              |                 |

## 命名由來
名字Costa Nova（コスタノヴァ）是位於葡萄牙亞威羅區加法尼亞-達恩卡爾納桑的渡假聖地：新綠地海岸之名字，香港取其位置及特點，翻譯為「葡北佳景」。

## 外部連結
- 葡北佳景 netkeiba.com
- 血統表